# 122 Gerda
A 122 Gerda egy kisbolygó a Naprendszerben. Christian Heinrich Friedrich Peters fedezte fel 1872. július 31-én.